# Tsáchila
Los Tsáchilas, también llamados Colorados, son un pueblo indígena que habita en la provincia de Santo Domingo en Ecuador. Su idioma es el tsáfiqui, de la familia lingüística barbacoana, que quiere decir verdadera palabra,

## Historia

### Origen
Frank Salomón en 1997, identifica a los Yumbos y Niguas como grupos étnicos que habitaban ya a inicios de la colonia en la selva noroccidental ecuatoriana; los Yumbos, asentados en Consacoto serían, según este autor, el núcleo básico del cual descenderían los tsáchilas.
Por su parte los cronistas españoles de la época colonial y otros investigadores, están de acuerdo en que a lo largo de las estribaciones de la cordillera occidental de los Andes a partir del río Santiago por el norte y hasta Angamarca por el sur, existían poblaciones habitadas por los yumbos colorados. Jacinto Jijón y Caamaño establece en 1941, un tronco común lingüístico con los Caranquis, Barbacoas y Cayapas.

### Real Audiencia de Quito
Por otra parte, las primeras referencias históricas a un grupo indígena llamado de los “Colorados”, se registran en el año de 1542, cuando el gobernador Gil Ramírez Dávalos reconoció la autoridad y mando de Cristóbal Tusasanín (el gentil) sobre las tierras de Sigchos, Niguas y Colorados, tierras que posteriormente pasaron a formar parte de los Señoríos de Catalina Caxana Unaysa, hija de Tusasanín. Catalina fue Gobernadora y señora de Sigchos, Niguas y Colorados y su territorio comprendía “desde el río Grande (Toachi) para arriba de Guantoaló y de allí a Consacoto y de allí loma abajo con el que pasa para Sigchos y cierra el círculo. Se sabía que este grupo humano tenía presencia en las estribaciones de la Cordillera Occidental de los Andes, tal como se señala el mapa del Ecuador desarrollado por Pedro Vicente Maldonado hacia mediados del siglo XVIII, en el cual ya se menciona un territorio con el nombre de “Santo Domingo de los Colorados”.
Se cree además que a pesar de la dificultad en definir las fronteras étnicas de los grupos humanos de la selva occidental, se puede apuntar que los antiguos Colorados ocuparon, en su momento de máximo esplendor, una inmensa área desde la cuenca del río Esmeraldas al norte hasta el Babahoyo al sur, alcanzando posiciones elevadas en la sierra andina.
Según la historia oral tsáchila, originalmente se encontraban emplazados en un asentamiento llamado Cocaniguas, pero fueron diezmados por una peste que según Paul Rivet, debió ser viruela. Solo se salvaron dos familias, las mismas que se dirigieron a Santo Domingo y las que se dirigieron a San Miguel de los Colorados. Según otras narraciones orales de los tsáchilas afirman que cuando este grupo llegó a la zona, ya existían en lo que hoy es Santo Domingo, otros asentamientos tsáchilas. En su apogeo la población tsáchila en general, habría alcanzado según algunos autores la cifra de hasta 30 000 antes de la colonización.

### Intentos de evangelización
Varios autores hacen referencias a la presencia de “indios colorados” en tiempos tempranos de la Colonia en el territorio de Angamarca, situación de la que tenemos noticias por ser una reducción jesuita establecida en 1593, la misma que se habría despoblado hacia fines del siglo XVIII, produciéndose su desplazamiento hacia la tierra de los Yumbos, produciéndose su mezcla o absorción.
Por otro lado se sabe que hacia 1660 estaba presente ya la Orden de Predicadores Dominicos que tuvieron a cargo la doctrina de Cansacoto que incluía los pueblos de Cocaniguas, Lambe y San Francisco. Después del despoblamiento de Consacoto los dominicos se asentaron en los nuevos poblamientos de San Miguel y Santo Domingo, territorio que no se integró fácilmente al control de la Real Audiencia y que se mantuvo en aislamiento”.
Además, en el año de 1694, los Jesuitas inician un proceso de evangelización, pero en 1706 se dieron sus misiones a los seglares que provoca una rebelión que fue sangrientamente sofocada, lo que les obliga a huir a la selva.

#### Entre el mito y la realidad sobre Zaracay
Joaquín Zaracay (ca. 1861 - 1940) es una figura enigmática que se debate entre el mito y la realidad en la historia de la nacionalidad Tsáchila. Apareció en tierras coloradas, como se las conocía anteriormente, practicando el shamanismo y desempeñando un papel crucial en el intercambio cultural. Según relatos orales de la década de 1920, su apariencia física varía en relatos, se destaca su vestimenta blanca y un bastón, y en lo que se está de acuerdo, es que no era nativo. Zaracay habría llegado desde los páramos del Chimborazo.Su figura también es descrita en entrevistas y censos de la época.
Originario de los páramos del Chimborazo, Zaracay llegó a Cocanigua, donde se integró con los colorados. Reconocido por sus habilidades curativas y shamánicas, se convirtió en líder y guía espiritual. Documentos del italiano Tullio Boschetti, que residió en la región en las décadas de 1920 y 1940, aportan detalles sobre Zaracay. Descrito como gobernador, curandero y brujo, tuvo amistades con Boschetti. Incluso lideró una delegación para escuchar un viejo fonógrafo, mostrando su influencia y respeto entre los colorados. En sus notas menciona que tenía unos 80 años.Su historia se entrelaza con presidentes como Gabriel García Moreno y Eloy Alfaro, siendo reconocido como un sabio shaman que tomó decisiones trascendentales, como guiar a la tribu hacia Santo Domingo debido a una peste. Se le atribuyen dos esposas tsáchilas, una en Chigüilpe, otra en el Baba, y se dice que no tuvo hijos. Su legado persiste en varios nominatim como son en el parque central de la ciudad, una cooperativa de transporte, un canal, una radio, entre otras cosas que llevan su nombre dentro de la provincia y aledaños.

## Características

### Geografía
Situado en los flancos externos de la cordillera occidental de los Andes, la provincia tiene de superficie 3857 km² a una altitud de 625 m s. n. m., se encuentra a 120 km, de distancia del mar. Limita al norte y al este con Pichincha, al noroeste con Esmeraldas, al oeste con Manabí, al sur con Los Ríos y al sureste con Cotopaxi. Zona noroccidental del Ecuador, es una de la zonas con mayor pluviosidad del país. Tiene una gran riqueza hidrológica, existen cinco cuencas y microcuencas importantes: al este y noreste, el curso medio y bajo del Toachi, perteneciente a la cuenca del río Blanco; al sur, la subcuenca del Borbón, que pertenece a la gran cuenca del río Guayas y empata con el Babis (Niño Torres); al suroeste, la subcuenca del río Peripa; al noreste, la subcuenca del Quinindé que, al igual que la subcuenca del Blanco, al noroeste, pertenecen a la cuenca del río Esmeraldas. La ciudad se encuentra al final de la hoya del río Toachi, el mismo que se ubica al lado oriente de la urbe. No tiene mayores elevaciones a excepción del cerro Bombolí.

### Aspecto

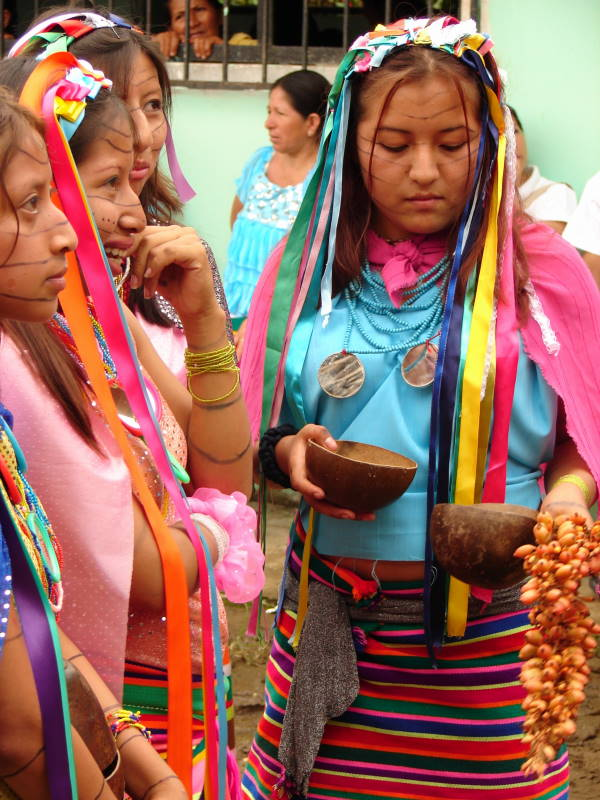
Mujeres tsáchilas

Los hombres de este grupo étnico son fácilmente distinguibles por su indumentaria, especialmente en la forma de su peinado; éste consiste en rapar las zonas temporales de la cabeza y cortar el resto de sus cabellos de tal manera que su peinado toma la forma de un casco; utilizan grasas de animales y semillas del achiote para colorear este peinado. En sus tradiciones cuentan que durante una época en que una epidemia de viruela diezmaba a la población de los Tsáchilas, un médico-brujo habló con espíritus para pedirles consejo sobre cómo curar a los enfermos de la epidemia; el espíritu los guio hasta un arbusto de achiote y los instigó a cubrir completamente su cuerpo con el jugo de la vainas del fruto. Luego de varios días los casos mortales disminuyeron en forma dramática. Ellos se consideran por siempre en deuda con el espíritu de esa planta por la protección contra la viruela que esta les brindó. Eran conocidos como achutines. Hablan el idioma Tsafiqui quiere decir «verdadera palabra». Cabe señalar que este lenguaje proviene de la familia lingüística barbacoana; la segunda lengua de los Tsáchilas es el español.

### Idioma
Por las características antropológicas y lingüísticas en relación con el idioma barbacoa, del cual se derivan varios vocablos entre ellos el tsáfiqui, se ha ubicado el origen de los Tsáchilas, en Centroamérica y el Caribe en especial con la etnia Siboney, por las características antropológicas craneales y fisonómicas, se entiende que los Siboneyes emigraron a Centroamérica desde el Caribe y desde ahí emigraron a Sudamérica, bordeando la costa de Panamá, Colombia y Ecuador, hasta llegar a las provincias de Esmeraldas y Manabí, en donde se dio origen a varias etnias como son los Awas y Chachis, con vocablos similares pero a la vez muy diferentes.

## Actualidad
Los Tsáchilas hablan un idioma que denominan tsafiki, que es un idioma del grupo de lenguajes conocidos como barbacoano. Los hombres visten con un simple manto de algodón decorado en líneas blancas y negras o blancas y azul añil; lo combinan con un faldón blanco. Las mujeres usan mantos y faldones coloridos decorados en franjas. Desde la época colonial, los extranjeros los han llamado «colorados», por el color de sus peinados y decoraciones que ostentan durante sus festividades. Su actividad económica está limitada a la recolección de frutos y medicinas silvestres, especialmente de las nueces de tagua el cultivo de la yuca, bananos y otras frutas tropicales. La tagua o corozo es una actividad muy importante que abastece al mercado nacional de elaboración de artesanías en muchas comunidades. Han incorporado la actividad turística a su economía.

#### Población
Según es un censo realizado en 2010, su población alcanzaba los 2956 habitantes. Agrupada en ocho comunidades: Cóngoma Grande (Santo Juan): Los Naranjos, El Búho de los Colorados, El Poste, Peripa, Chigüilpe, Otongo Mapalí y Filomena Aguavil (Tahuaza), asentados en la zona rural del cantón de Santo Domingo.

#### Enclaves turísticos
El 26 de noviembre de 2006 se realizó la consulta para decidir y promover la provincialización ante el Gobierno Central y el Legislativo. La provincialización se realizó el 6 de noviembre de 2007. Existió un conflicto con la provincia de Esmeraldas por la jurisdicción del cantón La Concordia. Al Respecto, el 5 de febrero de 2012 mediante consulta popular, la población de este cantón expresó su voluntad de que el mismo pertenezca a la Provincia de Santo Domingo de los Tsáchilas1 La población más importante de la zona es Santo Domingo de los Colorados y lleva ese nombre en conmemoración de este grupo étnico. La mayor parte de los ecuatorianos reconoce a los médicos-brujos de los Tsáchilas como poseedores de las hierbas medicinales.